# Gisela Bergquist
Kristina Gisela Bergquist, född 12 januari 1946 i Engelbrekts församling i Stockholm, död 27 september 2005 i Stockholm, var en svensk filmarbetare.
Gisela Bergquists sista film blev Att göra en pudel, för vilken hon var produktionsledare under inspelningen 2005. Den filmen är också tillägnad Bergquists minne.
Gisela Bergquist är begravd på Sundbybergs begravningsplats.